# Fulcran von Lodève

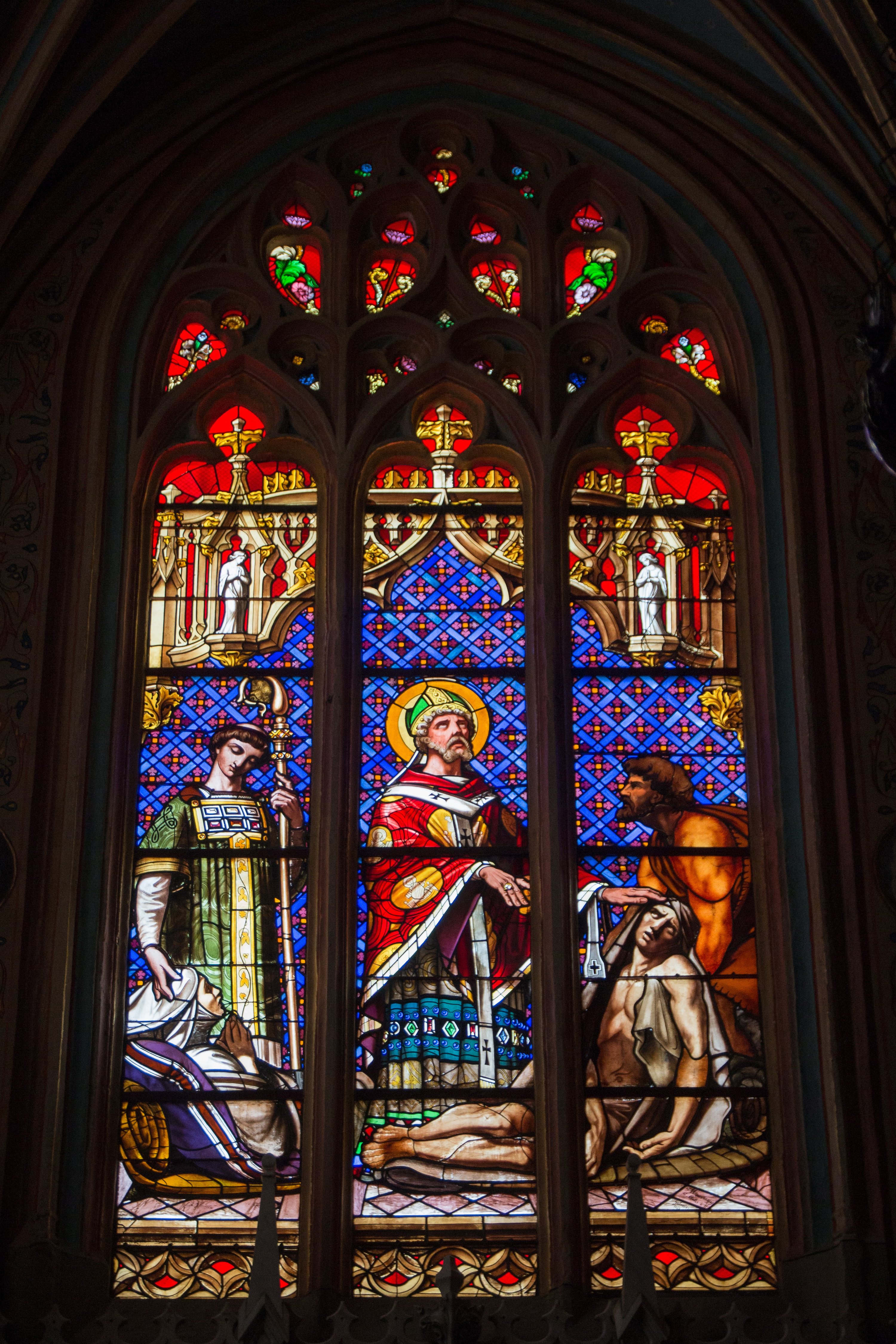
Krankenheilung durch Bischof Fulcran (Glasfenster 19. Jh.), Kathedrale von Lodève

Fulcran von Lodève (französisch Saint Fulcran; * um 926; † 13. Februar 1006) war in der zweiten Hälfte des 10. und im frühen 11. Jahrhundert Bischof von Lodève in Okzitanien. Sein Gedenktag ist der 13. Februar.

## Vita
Trotz mehrerer erhaltener Lebensbeschreibungen und seines Testaments gibt es kaum verlässliche Daten über Fulcrans Leben. Er stammte der Überlieferung nach aus einer wohlhabenden, wahrscheinlich sogar adeligen Familie. Bereits in jungen Jahren wurde er zum Priester geweiht; im Jahr 949 wurde er Bischof von Lodève und erbaute in den 970er Jahren die örtliche Kathedrale neu. Auch mehrere andere Klöster und Kirchen seiner Diözese wurden von ihm restauriert. Im Jahr 990 nahm er am Konzil von Le Puy teil. Etwa 10 Jahre später leitete er die erstmalige Erhebung der Gebeine Wilhelms von Aquitanien († 812) im Kloster Gellone, dem heutigen Saint-Guilhem-le-Désert. Er wurde in der Krypta der Kathedrale von Lodève beigesetzt. Sein unverwester Leichnam wurde im Jahr 1127 erhoben, doch während der Hugenottenkriege in der zweiten Hälfte des 16. Jahrhunderts von den Protestanten verbrannt; nur wenige Reliquienreste blieben erhalten.

## Verehrung
Außer der ehemaligen Kathedrale und heutigen Kirche St. Fulcran in Lodève sind dem Heiligen keine weiteren Kirchen oder Kapellen geweiht.

## Darstellung
Mittelalterliche Darstellungen des Heiligen sind unbekannt; seit dem 19. Jahrhundert wird er, wenn auch nur vereinzelt, im Bischofsornat mit Stab und Mitra dargestellt.